# A.I. (Lied)
A.I. ist ein Lied der der US-amerikanischen Pop-Rock-Band OneRepublic und des britischen Singer-Songwriters und Rockmusikers Peter Gabriel aus dem Jahr 2016.

## Entstehung und Veröffentlichung
A.I. wurde von den OneRepublic-Bandmitgliedern Ryan Tedder und Brent Kutzle sowie von Peter Gabriel und Steve Wilmot geschrieben. Produziert wurde es von Ryan Tedder, Brent Kutzle und Steve Wilmot. Die Musikaufnahme erfolgte in Gabriels Real World Studios in Box, Wiltshire.
Das Lied erschien am 30. September 2016 als digitale Single zum Download und Streaming als Teil der Albumvorbestellung und als einzelner Track. und am 7. Oktober 2016 auf dem Album Oh My My von OneRepublic, das das vierte Studioalbum der Band war.

## Hintergrund
Oh My My ist eine seltene Zusammenarbeit für Peter Gabriel und das erste Mal, dass OneRepublic mit anderen Künstlern zusammenarbeitete. Peter Gabriel macht normalerweise keine Kollaborationen. Ryan Tedder brauchte sehr viele Anläufe um ihn für dieses Lied dazu zu überreden. Gabriel nahm seinen Gesang in seinem Hotel in Sardinien auf. Peter Gabriel hat den Song mitgeschrieben und übernimmt den Hauptgesang der zweiten Strophe und des ausgedehnten Outros / Codas.
Der Song ist inspiriert von dem Film A.I. Artificial Intelligence von Steven Spielberg aus dem Jahr 2001.

## Inhalt und Bedeutung
In A.I. beschäftigt sich OneRepublic mit der Komplexität der Liebe im Zeitalter der künstlichen Intelligenz. Der Song beginnt mit einer nostalgischen Reflexion über eine vergangene Beziehung und hebt die Einfachheit und Authentizität menschlicher Beziehungen hervor. Der Liedtext „Weißt du noch, wie wir uns kennengelernt haben? Wir haben uns an einem Sonntag verliebt“ („Member when we met? We fell in love on a Sunday“) vermittelt ein Gefühl von echten Emotionen und Spontanität. Im weiteren Verlauf des Liedes wird jedoch deutlich, dass sich der Erzähler mit der Idee auseinandersetzt, menschliche Interaktion durch künstliche Liebe zu ersetzen, was durch Zeilen wie „Meine Hoffnung und meine Angst ist das menschliche Miteinander“ („My hope and my fear is human interaction“) deutlich wird. Diese Gegenüberstellung bildet die Grundlage für eine tiefere Erforschung der emotionalen Leere, die künstliche Intelligenz zu füllen versucht. Der Refrain „Ja, ich will nur, dass meine Liebe automatisch ist, wenn künstliche Liebe Sinn macht“ („Yeah I just want my love automatic, If artificial love makes sense“) fasst den Kern des zentralen Konflikts des Liedes zusammen. Der Ich-Erzähler äußert den Wunsch nach einer Liebe, die mühelos und ohne die Komplexität und Ungewissheit menschlicher Beziehungen ist. Diese Sehnsucht nach „automatischer“ Liebe deutet auf eine Sehnsucht nach Beständigkeit und Vorhersehbarkeit hin, die künstliche Intelligenz scheinbar bieten kann. Die wiederholte Verwendung des Wortes „süchtig“ („addict“) deutet jedoch auf ein unterschwelliges Bewusstsein für die potenziellen Gefahren und die emotionale Leere hin, die eine solche Beziehung mit sich bringen könnte. Der Gesangs-Beitrag von Peter Gabriel verleiht dem Song eine weitere Ebene der Tiefe, indem er die Spannung zwischen der Verlockung der künstlichen Liebe und dem unersetzlichen Wert echter menschlicher Beziehungen hervorhebt. Der Text „Du bist so echt, Ich liebe die Art, wie du mich liebst, Künstliche Intelligenz“ („You're so too real, Love the way you love me, Artificial intelligence“) unterstreicht das Paradoxon, Authentizität in etwas von Natur aus Künstlichem zu suchen. Der Song wirft letztlich wichtige Fragen über die Zukunft von Liebe und Beziehungen in einer zunehmend von Technologie dominierten Umwelt auf. Er fordert den Hörer auf, über die wahre Bedeutung von Verbundenheit nachzudenken und darüber, ob künstliche Intelligenz jemals die Tiefe und den Reichtum menschlicher Emotionen wirklich wiedergeben kann.

## Mitwirkende

### Musiker
- Drew Brown – E-Gitarre
- Zach Filkins – E-Gitarre
- Eddie Fisher – Schlagzeug
- Peter Gabriel – Hauptgesang
- Brent Kutzle – Bassgitarre, E-Gitarre
- Ryan Tedder – Hauptgesang, Begleitgesang

### Technisches Personal
- Richard Chappell – Toningenieur
- Chris Gehringer – Mastering
- Serban Ghenea – Abmischung
- John Hanes – Abmischung
- Brent Kutzle – Produktion
- Rich Rich – Toningenieur
- Tyler Spry – Toningenieur
- Ryan Tedder – Produktion
- Steve Wilmot – Produktion, Toningenieur

## Rezensionen
Collin Robinson von der US-amerikanischen Musik-Website Stereogum nennt A.I. „einen verzerrten, federnden Schlager, der eine lockere, sehnsüchtige Liebesgeschichte beschreibt, die am Ende in eine langsame, dramatische Ballade übergeht. Gabriel klingt nach Robinson bei diesem Song wirklich gut, indem er die Dringlichkeit für das energiegeladene Crescendo steigert und im gedämpften Breakdown am Ende durchbricht“. Charlotte Whistlecroft von der britischen Website für neue Medien Digital Spy schreibt: „Erwarten Sie einen anderen Stil als bei ihren früheren Hits Kids und Future Looks Good, aber keine Sorge - der Song hat immer noch das klassische OneRepublic-Hymnengefühl. Ganz zu schweigen von Peter Gabriels Gesang, der so brillant ist, wie man es erwarten würde.“.